# کیم سونگ گیو
کیم سونگ گیو (کره‌ای: 김승규؛ انگلیسی: Kim Seung-Gyu؛ زادهٔ ۳۰ سپتامبر ۱۹۹۰) یک بازیکن فوتبال اهل کره جنوبی است.که در باشگاه فوتبال الشباب عربستان سعودی و تیم ملی فوتبال کره جنوبی  در پست دروازه‌بان بازی می‌کند.